# 南部站 (日本)
南部站（日语：／ Minabe eki */?）是位於和歌山縣日高郡南部町芝，西日本旅客鐵道（JR西日本）的紀勢本線（紀國線）車站。

## 歷史

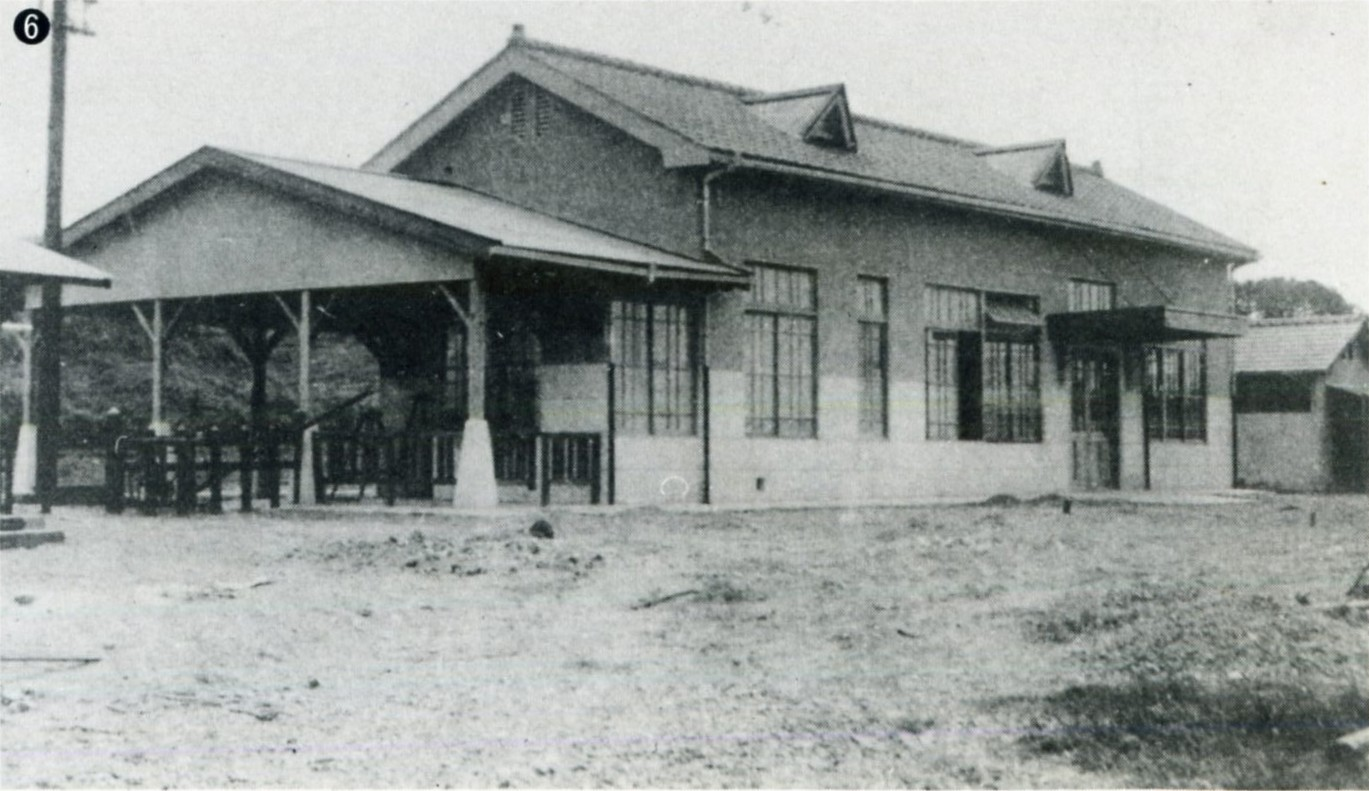
當初開業時的南部站（1931年）

- 1931年（昭和6年）9月21日 - 國鐵紀勢西線印南站至此站開通，此站啟用[1]。
- 1932年（昭和7年）11月8日 - 國鐵紀勢西線此站至紀伊田邊站開通[1]。
- 1959年（昭和34年）7月15日 - 三木里站至新鹿站之間開通，同時路線改名為紀勢本線[1]。
- 1980年（昭和55年）10月1日 - 實施時間表修正，部分特急「黑潮」停此站。
- 1987年（昭和62年）4月1日 - 伴隨國鐵分割民營化，車站由西日本旅客鐵道（JR西日本）營運[1]。
- 2016年（平成28年）12月17日 - 車站可以使用「ICOCA」智能卡[2]。

## 車站構造

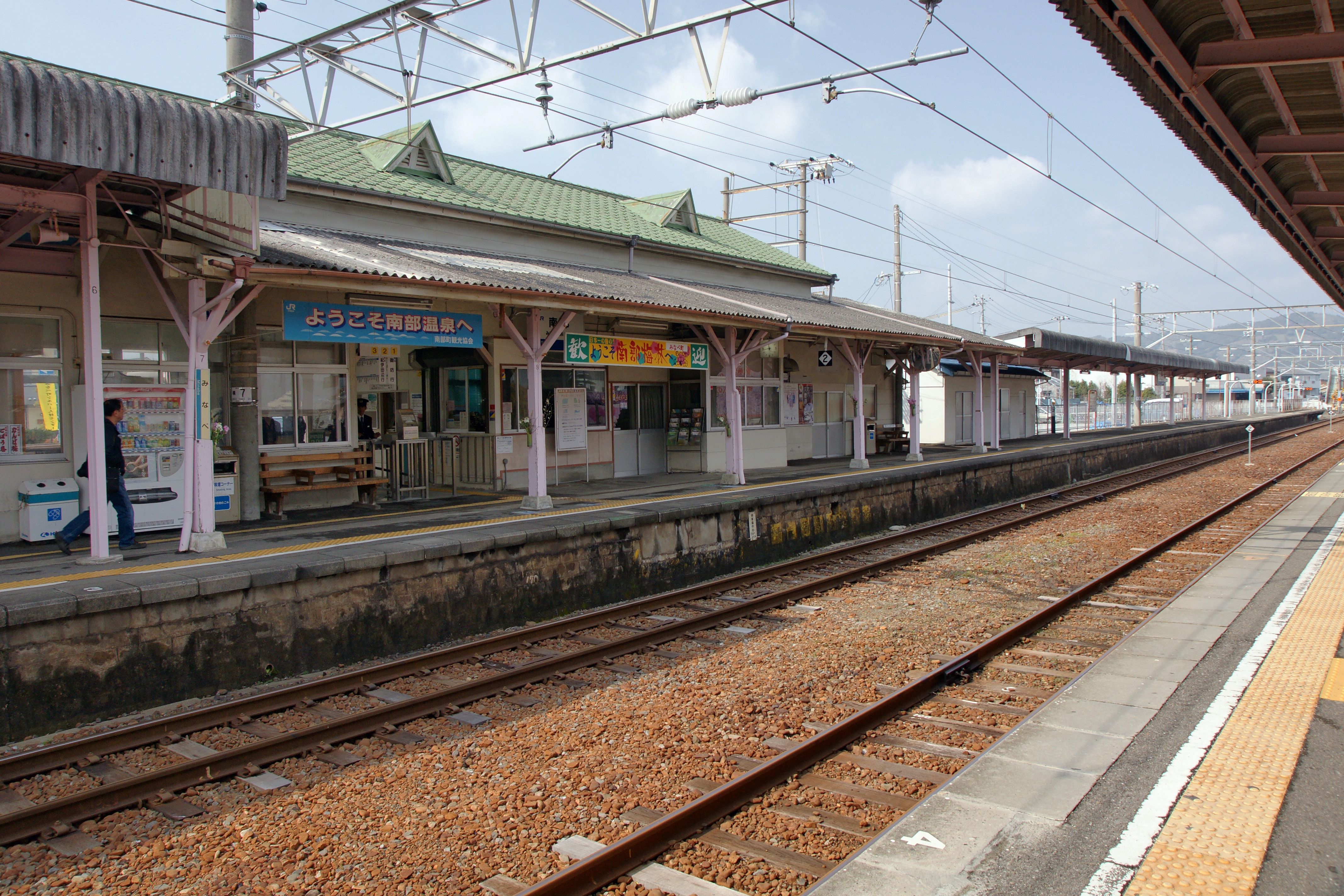
月台和閘口

車站為地面車站，設有1面1線的單式月台和1面2線的島式月台，共設有2面3線的混合式月台。車站大樓位於單式月台1號月台側，並設有跨線橋連接島式月台2、3號月台。車站大樓為一座古老木質屋頂的建築物。
車站由紀伊田邊站管理，並委托JR西日本MAINTEC進行車站業務，為業務委託車站。車站設有綠色窗口。在大樓內設有1台觸控面板式自動售票機。
車站前設有公共廁所。

### 月台
| 月台 | 路線   | 方向                             | 備註                 |
| ---- | ------ | -------------------------------- | -------------------- |
| 1    | 紀國線 | 和歌山、天王寺、新大阪、京都方向 |                      |
| 2    | 紀國線 | 和歌山、天王寺方向               | 部分普通列車停此月台 |
| 2    | 紀國線 | 紀伊田邊、白濱、新宮方向         | 部分普通列車停此月台 |
| 3    | 紀國線 | 紀伊田邊、白濱、新宮方向         |                      |

- 以上的路線名是使用旅客資訊上的名稱（愛稱）。
- 1號月台是下行本線，3號月台是上行本線。2號月台是上下行共用的待避線（中線），基本上會讓普通列車使用，並待避從後追上的特急列車。

## 使用狀況
以下列出近年1日平均乘車人次。
| 年度   | 一日平均 乘車人次 |
| ------ | ----------------- |
| 1998年 | 866               |
| 1999年 | 834               |
| 2000年 | 836               |
| 2001年 | 826               |
| 2002年 | 806               |
| 2003年 | 803               |
| 2004年 | 792               |
| 2005年 | 781               |
| 2006年 | 797               |
| 2007年 | 842               |
| 2008年 | 818               |
| 2009年 | 767               |
| 2010年 | 771               |
| 2011年 | 758               |
| 2012年 | 780               |
| 2013年 | 799               |
| 2014年 | 735               |
| 2015年 | 773               |
| 2016年 | 799               |
| 2017年 | 804               |

## 車站周邊
- 國道42號
- 南部駕駛學校
- 南部町政廳
- 南部町立南部小學
- 南部町立南部中學
- 和歌山縣立南部高等學校（日语：和歌山県立南部高等学校）
- 南部郵局（日语：南部郵便局）
- 紀陽銀行（日语：紀陽銀行）南部分店
- Okuwa（日语：オークワ）南部店
- A-Coop（日语：Aコープ）南部店
- cocokara fine（日语：ココカラファイン）南部店
- 三鍋王子社（日语：九十九王子 (みなべ町)#三鍋王子）
- 鹿島神社
- 阪和自動車道南部交流道

## 巴士路線
龍神自動車
田邊站、紀南醫院方向
南部Komi巴士
- 中心部路線　鶴之湯方向（逢星期二暫停服務。每日6往返班次，首班車只前往西本庄）
- 山間部路線
  - 東部　清川方向（逢星期一、四、五運行。假日暫停服務。每日3往返班次）
  - 西部　高城方向（逢星期二、三、六運行。假日暫停服務。每日3往返班次）
- 岩代路線　岩代方向（逢星期二、三、六運行。每日3往返班次）

所有班次均為，按需求而服務。

## 相鄰車站
西日本旅客鐵道
 紀國線（紀勢本線）
- 部分特急「黑潮」停車站

■快速、■普通
芳養－南部－岩代

## 注腳
1. 1 2 3 4 5  曾根悟（監修）. 朝日新聞出版分冊百科編集部（編集） , 编. . 朝日百科週刊. 25號 紀勢本線、參宮線、名松線. 朝日新聞出版. 2010-01-10: 19–21.
2. ↑  和歌山県内の特急 「くろしお」号停車駅で、ICOCAがご利用できるようになります！ （页面存档备份，存于） 西日本旅客鐵道 新聞發布 2016年8月9日
3. ↑  『和歌山縣統計年鑑』及『和歌山縣公共交通機關等資料集』

## 外部連結
- 南部｜車站資訊：JR出門網 - 西日本旅客鐵道